# Acrocomia hassleri
Acrocomia hassleri är en enhjärtbladig växtart som först beskrevs av João Barbosa Rodrigues, och fick sitt nu gällande namn av W.J.Hahn. Acrocomia hassleri ingår i släktet Acrocomia och familjen Arecaceae. Inga underarter finns listade i Catalogue of Life.